# 9283 Martinelvis
9283 Martinelvis è un asteroide della fascia principale. Scoperto nel 1981, presenta un'orbita caratterizzata da un semiasse maggiore pari a 2,4543732 UA e da un'eccentricità di 0,1579615, inclinata di 2,23124° rispetto all'eclittica.